# Бан (титул)
Бан — правитель землі, області.  

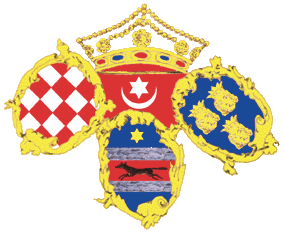
Штандарт хорватських банів

Назва зустрічається серед правителів Хорватії, Боснії, Мачви, Валахії, Молдови, Болгарії та Угорщини. Значить також «пан» або «господар». Територія, якою керував бан, називалася банат або бановина. 

## Етимологія
Існує три основні теорії походження назви — тюркська (baian/bajan), іранська (ban) і готська (bandvjan). 